# Ordonnance pour l'élimination des Juifs de la vie économique de l'Allemagne
L'ordonnance pour l'élimination des Juifs de la vie économique de l'Allemagne (en allemand : Verordnung zur Ausschaltung der Juden aus dem deutschen Wirtschaftsleben, littéralement : « ordonnance excluant les Juifs de la vie économique allemande ») est un décret rédigé par Hermann Göring alors ministre de l'économie pris le 12 novembre 1938 par le Reichsgesetzblatt (RGBI), office du ministère de l'Intérieur du Reich, et qui entre en vigueur le 1er janvier 1939. 
Par ce décret et son application, les Juifs d'Allemagne sont interdits d'exploiter des points de vente au détail et sont exclus de la gestion indépendante d'une entreprise artisanale. En outre, les Juifs n'étaient plus autorisés à travailler en tant que gérants ou associés majoritaires de sociétés et pouvaient être licenciés en tant que cadres sans indemnité de départ.
Ce décret est la conséquence de la nuit de Cristal du 9 novembre 1938 et entérine légalement l'exclusion des Juifs de la vie économique allemande. Il sert par ailleurs de base légale au processus d'aryanisation des biens appartenant à des Juifs.

## Contenu
Le 15 septembre 1935, à la suite du congrès de Nuremberg, sont votées les lois « sur la citoyenneté du Reich » et « sur la protection du sang et de l'honneur allemands » qui excluent les Juifs du statut de Staatsbürger (citoyen) pour en faire des Staatsangehörige (simples ressortissants). Les commerces juifs sont progressivement rackettés puis fermés, mais le ministre de l'Économie du Reich, Dr Schacht, qui se montre soucieux de ne pas désorganiser l’économie du pays, laisse subsister quelques entreprises. Fin 1937, on compte encore 40 000 affaires commerciales juives (contre plus de 100 000 avant 1933) en activité, en particulier dans les grandes villes comme Berlin, Francfort, Breslau, où l'entraide et la résistance juive s'organisent. C'est à partir de 1938, avec la mise en place de l'économie de guerre, que Goering prend les mesures tendant à écarter de manière radicale les Juifs de l'économie. En avril 1938, le Décret sur l'enregistrement des biens des Juifs (Verordnung über die Anmeldung des Vermögens von Juden) oblige les Juifs à faire une déclaration détaillée de leurs avoirs quand ceux-ci dépassent la somme de 5 000 marks ; en juillet, les dernières professions commerciales et libérales leur sont fermées.
Par ce décret l'ensemble des entreprises détenues en partie ou en main unique par des Juifs devaient être cédées à des investisseurs allemands non-juifs. Étaient reconnus comme juifs l'ensemble des personnes définies comme telles aux termes de la loi sur la citoyenneté allemande du 15 septembre 1933.
Des registres devant recenser l'ensemble des entreprises concernées devaient être élaborées par le ministère de l'économie du Reich qui disposait de l'ensemble des pouvoirs exécutoires pour procéder à leur vente forcée.
Ces ventes forcées sont rendues obligatoires par l'ordonnance sur l'utilisation des biens juifs (Verordnung über den Einsatz des jüdischen Vermögens), prise le 3 décembre 1938. Les Juifs reçurent alors l'ordre de vendre ou de liquider leurs entreprises, de vendre leurs biens immobiliers et de déposer leurs titres auprès d'une banque. En outre, ils n’étaient plus autorisés à vendre librement des bijoux, des métaux précieux et des œuvres d’art. Peu de temps après, sous la menace de sanctions, ils reçurent l'ordre de livrer leurs biens à différentes points d'achat prévus par l'État, avant le 31 mars 1939.

## Abrogation
L'ordonnance du 12 novembre 1938 fut par la suite remaniée puis incluse dans le décret du 3 décembre 1938 qui conduit de facto à l'expropriation des Juifs de tous leurs biens immobiliers et mobiliers excédant 5 000 marks. 
Elle est finalement abrogée par la loi n° 1 du Conseil de contrôle allié portant abrogation du droit nazi le 20 septembre 1945.